# Liste der Kulturdenkmäler in Musweiler
In der Liste der Kulturdenkmäler in Musweiler sind alle Kulturdenkmäler der rheinland-pfälzischen Ortsgemeinde Musweiler aufgeführt. Grundlage ist die Denkmalliste des Landes Rheinland-Pfalz (Stand: 10. August 2023).

## Denkmalzonen
| Bezeichnung          | Lage                 | Baujahr         | Beschreibung | Bild |
| -------------------- | -------------------- | --------------- | --- | ---- |
| Denkmalzone Ortskern | Ortsstraße 1–12 Lage | 19. Jahrhundert | je zwei winkelförmig aneinanderstoßende, einheitlich gestaltete Quereinhäuser, erste Hälfte und Mitte des 19. Jahrhunderts (Nr. 1 und 2, 3 und 4 sowie 10–12); zugehörig vier weitere Hofanlagen (Nr. 6–9) und die Brunnenanlage neben Haus Nr. 1 | BW   |

## Einzeldenkmäler
| Bezeichnung                         | Lage                                   | Baujahr         | Beschreibung                                                 | Bild |
| ----------------------------------- | -------------------------------------- | --------------- | ------------------------------------------------------------ | ---- |
| Brunnen                             | Ortsstraße, neben Nr. 1 Lage           | 19. Jahrhundert | Brunnenanlage, Sandstein, 19. Jahrhundert                    | BW   |
| Katholische Filialkirche St. Martin | Ortsstraße 5 Lage                      | 1769            | zweiachsiger Saalbau, 1769, Westturm 1879, Sakristei 1887    | BW   |
| Hofanlage                           | Ortsstraße 7 Lage                      |                 | Hofanlage                                                    | BW   |
| Quereinhaus                         | Ortsstraße 11 Lage                     | 1855            | stattliches Quereinhaus, bezeichnet 1855                     | BW   |
| Meesenmühle                         | südwestlich des Ortes an der Salm Lage | 19. Jahrhundert | Fachwerkhaus, 19. Jahrhundert, Bruchstein-Wirtschaftsgebäude | BW   |